# كيفن وحاتيلي
كيفن وحاتيلي (بالإنجليزية: Kevin Whately)‏ هو ممثل بريطاني، ولد في 6 فبراير 1951 في المملكة المتحدة. بدأ مشواره المهني سنة 1979.

## أعمال

### أفلام
- (1996) المريض الإنجليزي[5]

## وصلات خارجية
- كيفن وحاتيلي على موقع IMDb (الإنجليزية)
- كيفن وحاتيلي على موقع ألو سيني (الفرنسية)
- كيفن وحاتيلي على موقع ميوزك برينز (الإنجليزية)
- كيفن وحاتيلي على موقع أول موفي (الإنجليزية)
- كيفن وحاتيلي على موقع قاعدة بيانات الأفلام السويدية (السويدية)
- كيفن وحاتيلي على موقع إن إن دي بي (الإنجليزية)
- كيفن وحاتيلي على موقع ديسكوغز (الإنجليزية)
- كيفن وحاتيلي على موقع قاعدة بيانات الفيلم (الإنجليزية)
- كيفن وحاتيلي على موقع كينوبويسك (الروسية)